# Забоже (Свідвинський повіт)
Забоже (пол. Zaborze, нім. Waldhof) — село в Польщі, у гміні Полчин-Здруй Свідвинського повіту Західнопоморського воєводства.
У 1975-1998 роках село належало до Кошалінського воєводства.